# Iridia Salazar
Iridia Salazar Blanco (14 giugno 1982) è un'ex taekwondoka messicana.

## Palmarès

### Olimpiadi
- 1 medaglia:
  - 1 bronzo (Atene 2004 nei 57 kg)

### Mondiali
- 3 medaglie:
  - 3 argenti (Edmonton 1999 nei pesi piuma; Jeju 2001 nei pesi piuma; Garmisch 2003 nei pesi gallo)

### Giochi panamericani
- 2 medaglie:
  - 2 ori (Santo Domingo 2003 nei 57 kg; Rio de Janeiro 2007 nei 57 kg)